# Санд-Лейк (округ Айоско, Мічиган)
Санд-Лейк (англ. Sand Lake) — переписна місцевість (CDP) в США, в окрузі Айоско штату Мічиган. Населення — 1418 осіб (2020).

## Географія
Санд-Лейк розташований за координатами 44°19′43″ пн. ш. 83°40′1″ зх. д. / 44.32861° пн. ш. 83.66694° зх. д. (44.328663, -83.666819).  За даними Бюро перепису населення США в 2010 році переписна місцевість мала площу 42,01 км², з яких 38,72 км² — суходіл та 3,29 км² — водойми.

## Демографія
Згідно з переписом 2010 року, у переписній місцевості мешкало 1412 осіб у 675 домогосподарствах у складі 427 родин. Густота населення становила 34 особи/км².  Було 1772 помешкання (42/км²).
Расовий склад населення:
| - 97,0 % — білих - 0,5 % — азіатів - 0,4 % — корінних американців - 0,2 % — чорних або афроамериканців |

До двох чи більше рас належало 1,6 %. Частка іспаномовних становила 1,1 % від усіх жителів.
За віковим діапазоном населення розподілялося таким чином: 15,4 % — особи молодші 18 років, 54,9 % — особи у віці 18—64 років, 29,7 % — особи у віці 65 років та старші. Медіана віку мешканця становила 55,3 року. На 100 осіб жіночої статі у переписній місцевості припадало 99,4 чоловіків;  на 100 жінок у віці від 18 років та старших — 104,8 чоловіків також старших 18 років.
Середній дохід на одне домашнє господарство  становив 45 856 доларів США (медіана — 37 778), а середній дохід на одну сім'ю — 51 595 доларів (медіана — 47 917). Медіана доходів становила 32 583 долари для чоловіків та 26 771 долар для жінок. За межею бідності перебувало 11,7 % осіб, у тому числі 21,5 % дітей у віці до 18 років та 5,0 % осіб у віці 65 років та старших.
Цивільне працевлаштоване населення становило 447 осіб. Основні галузі зайнятості: освіта, охорона здоров'я та соціальна допомога — 25,3 %, роздрібна торгівля — 20,8 %, виробництво — 14,1 %.